# Josef Skřivan
Josef Skřivan (10. srpna 1902 Královské Vinohrady – pravděpodobně 4. listopadu 1942 Osvětim) byl český herec a režisér.

## Divadelní začátky, předválečné působení
Narodil se na Královských Vinohradech u Prahy, k divadlu se dostal v roce 1920 v Kouřimi u Vrbovy kočovné společnosti. Přes další divadelní společnosti (mimo jiné: Seifertova, Branaldova, Štětkova, Josefa Burdy na Kladně (1925)) přešel do Východočeského divadla v Pardubicích (1927/1928) a Osvobozeného divadla (1928–1930, 1931–1932). V srpnu 1930 nastoupil do Zemského divadla v Brně, kde hrál a režíroval s výjimkou sezóny 1931/1932 celkem 11 let. Za dobu působení v divadle Brně vytvořil více než 150 postav. Jako režisér zde spolupracoval především s výtvarníkem Zdeňkem Rossmannem, který přišel od E. F. Buriana, na některých hrách i s Františkem Muzikou (např. Shakespearova Bouře, 1941).
Od roku 1931 vystupoval také v brněnském rozhlase a hrál rovněž v několika filmech.

## Za války
Na podzim roku 1941 byl pro účast v podzemním hnutí (byl i komunistou) zatčen v Praze, když se léčil v sanatoriu po operaci, odstraňující následky úrazu obličeje utrpěného při jízdě na kole o prázdninách roku 1937. Byl několik měsíců vězněn v Brně a pak převezen do koncentračního tábora v Osvětimi, kde zahynul pravděpodobně počátkem listopadu v plynové komoře. Datum úmrtí se různí, některé zdroje uvádějí datum smrti mezi 25. říjnem a 4. listopadem 1942.
Ze Zemského divadla v Brně bylo zatčeno více osob, ředitel Václav Jiřikovský byl popraven a divadlu bylo od 12. listopadu 1941 zakázáno pokračovat v činnosti. V dubnu 1942 byli zbývající zaměstnanci propuštěni a divadlo bylo úředně zrušeno.

## Odkaz
Jméno Josefa Skřivana nesl amatérský divadelní soubor, působící od začátku padesátých let do zhruba poloviny osmdesátých let v Brně.

## Citát
| „                | Josef byl zatčen a uvězněn v temné a hrůzné Osvětimi. Avšak v těchto těžkých, krutých chvílích se našel člověk, u kterého došel i ubohý heftling milosti. Oblíbil si ho hlídač – chodbař, od kterého se mu dostávalo řady výhod, takže se zdálo, že Skřivan je zachráněn. Avšak – z ničeho nic – přišla zpráva, hrozná a děsivá – poslední zpráva o Josefu Skřivanovi. Jednoho dne celý blok šel na práci, jen Skřivan byl vynechán pro poranění na ruce. Byl přistižen tříčlennou hlídkou, která sbírala zbylé raněné, a sebrán – do plynové komory. Když hlídač – chodbař dorazil k těžkým železným vratům – byla už zavřena – navždy. Ach, jaká škoda, přeškoda, vynikajícího umělce! | “ |
| — Aleš Podhorský | |   |

## Ocenění
- 1941 Národní cena

## Divadelní role, výběr
- 1927 V+W: Vest pocket revue, Kapitán Hýčena[9], Osvobozené divadlo (Umělecká beseda), režie V+W
- 1928 V+W: Gorila ex machina čili Leon Clifton čili Tajemství Cliftonova kladívka, Claxon, Osvobozené divadlo (Umělecká beseda), režie V+W
- 1929 V+W: Líčení se odročuje, malíř Darius d'Albastre, Osvobozené divadlo (U Nováků), režie V+W
- 1929 V+W: Kostky jsou vrženy, Sirius Vokno, Osvobozené divadlo (sál Adrie), režie Jindřich Honzl
- 1929 V+W: Premiéra Skafandr, herec Sergej Vladimirovič Volkov, Osvobozené divadlo (sál Adrie), režie Jindřich Honzl
- 1929 V+W: Fata Morgana, Velitel pevnosti, Osvobozené divadlo, režie V+W
- 1930 V+W: Ostrov Dynamit, Thomas Batha, Osvobozené divadlo, režie V+W
- 1931 V+W: Golem, Jeronym Scott, Osvobozené divadlo, režie Jindřich Honzl
- 1932 V+W: Caesar, Cicero, Osvobozené divadlo, režie Jindřich Honzl
- 1933 William Shakespeare: Večer tříkrálový, Zmrzlík, Zemské divadlo Brno, režie Jaroslav Kvapil
- 1936 William Shakespeare: Hamlet, titul. role, Zemské divadlo Brno, režie Aleš Podhorský
- 1939 Jiří Mahen: Mrtvé moře, Havelka, Zemské divadlo Brno, režie Jan Škoda
- 1939 Edmond Rostand: Cyrano z Bergeracu, titul. role, Zemské divadlo Brno, režie Jan Škoda
- 1940 William Shakespeare: Richard III., titul. role, Zemské divadlo Brno, režie Karel Jernek
- 1941 Friedrich Schiller: Don Carlos, Filip II., Zemské divadlo Brno, režie Karel Jernek

## Divadelní režie, výběr
- 1936 Aristofanés: Žáby, Zemské divadlo Brno
- 1937 M. Saltykov-Sčedrin: Pazuchinova smrt, Zemské divadlo Brno (kromě režie zde J. Skřivan vystoupil i v titul. roli)
- 1937 Sofoklés: Král Oidipus, Zemské divadlo Brno
- 1938 V. K. Klicpera: Zlý jelen, Zemské divadlo Brno
- 1939 Takedo Izaka: Vesnická škola, Zemské divadlo Brno
- 1941 William Shakespeare: Bouře, Zemské divadlo Brno

## Filmografie, výběr
- 1931 Pudr a benzin, libretista Richard/domovník, režie Jindřich Honzl
- 1932 Peníze nebo život, průvodce v muzeu, režie Jindřich Honzl
- 1934 Hej rup, Worst, režie Martin Frič

## Herci vzpomínají na Josefa Skřivana
Jaroslav Průcha
- Poznali jsme se s Josefem Skřivanem na jevišti zámecké restaurace v Kolíně, kam se nakrátko usídlila Martinova divadelní společnost. Bylo to asi v roce 1923. Klečel sám uprostřed prázdného jeviště a jako kouzelník vytahoval z kufru dlouhou postříbřenou uzlovatou šňůru. Byla to síť. Vyrušil jsem ho. Podali jsme si ruce. Dívám se do jeho hořlavých uhlíků očí, svítících z hubené tváře dlouhého vychrtlého mladíka. Celý jeho zevnějšek prozrazoval kočovného aktéra. Přijel zahrát (k Pečínkově benefici) Moliérova Harpagona, který měl v jeho pojetí už tehdy mezi venkovskými herci neobyčejně dobrou pověst.[10]

Aleš Podhorský
- Josef Skřivan byl mladík, dlouhý, hubený, veselé povahy a vždy dobré mysli, s planoucí duší pro divadlo a jeho nové formy, ochotný vytrvale se pouštět do sáhodlouhých debat o jeho významu, smyslu, jeho stárnoucí a nové tváři. Byl smělý! Imponoval, byl to někdo na prvý pohled. S vlastním názorem na kdejakou věc.[11]

František Filipovský
- Tento znamenitý komik velmi jemného humoru byl tedy nejen mým kamarádem a kolegou z herecké šatny, byl mi i dobrým a všestranným rádce. Když pak od nás odešel do Brna, kde hrál a režíroval v Zemském divadle, zůstala po něm nenahraditelná mezera nejen v Osvobozeném, ale dlouho i v mém srdci. Když potom ve dvaačtyřicátém zemřel v Osvětimi, zůstala po něm nenahraditelná mezera v celém českém divadelnictvím. Byl krásným a světlým duchem mých divadelních začátků.[12]